# إيفان سونارا
إيفان سونارا (بالكرواتية: Ivan Sunara) مواليد 27 مارس 1959 في جمهورية كرواتيا الاشتراكية، هو لاعب كرة سلة كرواتي سابق. مثّل منتخب بلاده. شارك في دورة الألعاب الأولمبية الصيفية سنة 1984.

## الميداليات
| الميدالية | المسابقة                       |
| --------- | ------------------------------ |
| برونزية   | الألعاب الأولمبية الصيفية 1984 |

## روابط خارجية
- إيفان سونارا على موقع الاتحاد الدولي لكرة السلة (الإنجليزية)
- إيفان سونارا على موقع كرة السلة الأوروبية.كوم (الإنجليزية)
- إيفان سونارا على موقع ريلجم (الإنجليزية)
- إيفان سونارا على موقع سبورتس رفرنس (الإنجليزية)
- إيفان سونارا على موقع أوليمبيديا (الإنجليزية)